# Terrassa fluvial

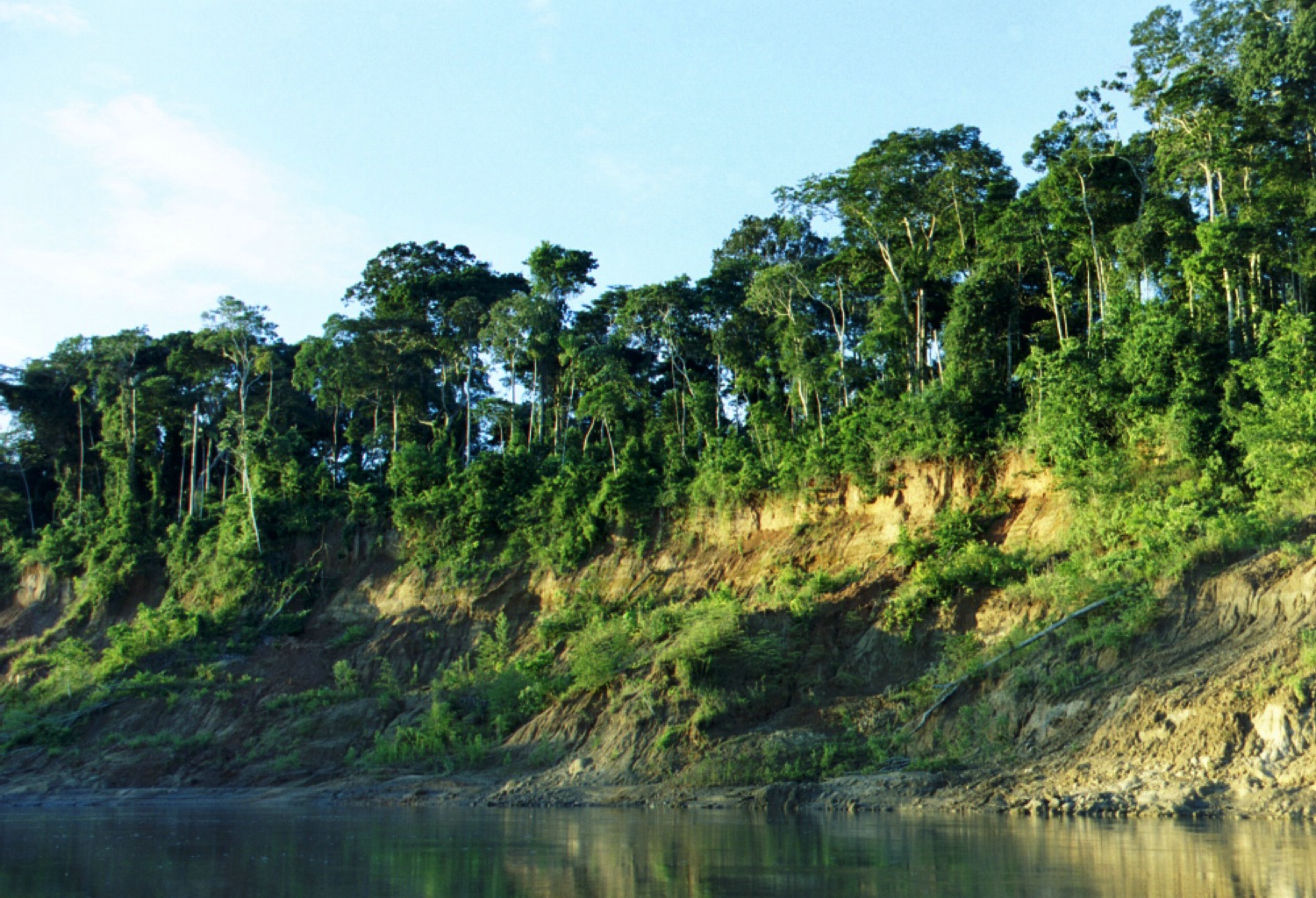
Terrassa formada sobre el riu Manu al Perú.

Una terrassa fluvial en geologia és una terrassa plana de grava, llim i sorra formada per l'erosió al llarg de la vall d'un riu i que es troba molt per sobre del nivell actual. Pot ser al·luvial o lacustre.
Hi ha terrasses fluvials a la majoria de rius i rieres. És un tipus de relleu en forma d'esglaó o de replà del terreny i és l'antiga llera del riu abandonada per una incisió del corrent d'aigua que va separar la terrassa. Les terrasses fluvials es formen pel transport de sediments i graves en les estacions plujoses que es disposen en capes de sediments a un o als dos costats del riu.
La formació de les terrasses pot veure's afavorida per diferents factors:
- l'alternança de períodes secs i plujosos
- canvis climàtics que afavoreixen l'erosió
- variacions eustàtiques del nivell del mar, o
- l'elevació del terreny per moviments tectònics[1]

A Europa les grans terrasses fluvials van ser formades durant les èpoques de glaciació o per l'alternança de fred i calor durant el Plistocè i l'Holocè. L'erosió fa que les terrasses acabin desapareixent, les terrasses establertes més velles tenen un milió d'anys i les més joves (més baixes) uns pocs milers. A les terrasses fluvials s'hi ubiquen poblacions pel fet d'estar per sobre del nivell de les inundacions. Acostumen a ser terrenys més fèrtils que els dels voltants i sovint se n'extreuen àrids (graves i sorres) cosa que pot destruir-ne l'estructura. Moltes terrasses fluvials són jaciments prehistòrics.